# Ятравский сельсовет
Ятравский сельсовет — упразднённая административная единица на территории Новогрудского района Гродненской области Республики Беларусь.

## Состав
Ятравский сельсовет включал 12 населённых пунктов:
- Жадунь — деревня.
- Заполье — деревня.
- Заречка — деревня.
- Клены — деревня.
- Колмацковщина — деревня.
- Концевичи — деревня.
- Кудовичи — деревня.
- Милевцы — деревня.
- Подборье — деревня.
- Поречье — деревня.
- Тихинка — деревня.
- Ятра — деревня.